# Vandewegheara
× Vandewegheara, (abreviado Vwga) en el comercio, es un híbrido intergenérico entre los géneros de orquídeas Ascocentrum × Doritis × Phalaenopsis × Vanda. Fue publicado en Orchid Rev. 84(991) cppo: 9 (1976).